# Trichomonascaceae
Trichomonascaceae é uma família de fungos da ordem Saccharomycetales. Segundo 2007 Outline of Ascomycota, esta família contém 5 géneros.